# Tadano Hiroshi
Tadano Hiroshi (japanisch 但野 寛; * 29. Januar 1914 in Asahikawa; † 6. September 1986) war ein japanischer Skilangläufer und Skirennläufer.
Tadano, der bei der Eisenbahnbehörde Sapporo arbeitete, wurde im Jahr 1935 bei den japanischen Meisterschaften Dritter über 56 km und belegte bei seiner einzigen Teilnahme an Olympischen Winterspielen im Februar 1936 in Garmisch-Partenkirchen den 59. Platz über 18 km, den 28. Rang über 50 km und den 12. Platz zusammen mit Yamada Ginzō, Sekido Tsutomu und Yamada Shinzō in der Staffel. Zudem nahm er an der Alpinen Kombination teil, die er aber nicht beendete. In den Jahren 1937 und 1938 wurde er japanischer Meister über 50 km.